# Station Bovigny
Station Bovigny is een voormalig spoorwegstation langs spoorlijn 42 in Bovigny, een deelgemeente van de gemeente Gouvy.

## Aantal instappende reizigers
De grafiek en tabel geven het gemiddeld aantal instappende reizigers weer op een week-, zater- en zondag.
| Tabel: aantal instappende reizigers station Bovigny | Tabel: aantal instappende reizigers station Bovigny | Tabel: aantal instappende reizigers station Bovigny | Tabel: aantal instappende reizigers station Bovigny |
|                                                     | Weekdag                                             | Zaterdag                                            | Zondag                                              |
| --------------------------------------------------- | --------------------------------------------------- | --------------------------------------------------- | --------------------------------------------------- |
| 1977                                                | 17                                                  | 4                                                   | 16                                                  |
| 1978                                                | 19                                                  | 8                                                   | 9                                                   |
| 1979                                                | 30                                                  | 11                                                  | 12                                                  |
| 1980                                                | 42                                                  | 18                                                  | 18                                                  |
| 1981                                                | 48                                                  | 11                                                  | 4                                                   |
| 1982                                                | 51                                                  | 14                                                  | 10                                                  |
| 1983                                                | 44                                                  | 25                                                  | 22                                                  |

0,0: Rivage ·
0,9: Liotte ·
5,7: Martinrive ·
8,2: Aywaille ·
11,4: Remouchamps ·
13,4: Nonceveux ·
17,0: Quarreux ·
19,0: Lorcé-Chevron ·
21,4: Stoumont ·
27,4: La Gleize ·
30,4: Roanne-Coo ·
32,6: Coo ·
34,8: Trois-Ponts ·
40,7: Grand-Halleux ·
45,7: Rencheux ·
46,7: Vielsalm ·
48,3: Salmchâteau ·
51,4: Cierreux ·
54,2: Bovigny ·
58,1: Gouvy